# Supercoupe de Transnistrie de football
 (juillet 2025).
Si vous disposez d'ouvrages ou d'articles de référence ou si vous connaissez des sites web de qualité traitant du thème abordé ici, merci de compléter l'article en donnant les références utiles à sa vérifiabilité et en les liant à la section « Notes et références ».
La Supercoupe de Transnistrie de football est une compétition de football opposant le champion de Transnistrie au vainqueur de la coupe de Transnistrie.
L'unique édition disputée en 2023 a été remporté par le FC Iskra-Stal Rîbnița.

## Palmarès
| Année | Vainqueur             | Résultat | Finaliste       |
| ----- | --------------------- | -------- | --------------- |
| 2023  | FC Iskra-Stal Rîbnița | 5-1      | Dinamo Slobozia |